# Sol Vinken
 (février 2019).
Si vous disposez d'ouvrages ou d'articles de référence ou si vous connaissez des sites web de qualité traitant du thème abordé ici, merci de compléter l'article en donnant les références utiles à sa vérifiabilité et en les liant à la section « Notes et références ».
Sol Vinken, né en 1996 aux Pays-Bas,, est un acteur néerlandais.

## Filmographie

### Cinéma et téléfilms
- 2009 : Verborgen verhalen (nl) : Daniel
- 2011 : Raveleijn : Maurits Woudenberg
- 2011-2012 : Spangas : Jan
- 2012 : Guilty Movie (nl) : Peer
- 2013 : Triade : Fred
- 2013 : De Leeuwenkuil (nl) : Halt, le garçon
- 2013 : Van God los (nl) : Jeroen Verbeek
- 2014 : Dansen op de vulkaan (nl) : Rik
- 2014 : Aaf (nl) : Le livreur
- 2015 : Moordvrouw : Chiel, le journaliste
- 2015 : De Boskampi's (nl) : Le garçon n°1
- 2015 : 4Jim : Rutger
- 2015 : Schone handen (nl) : Wesley
- 2015 : Een goed leven : Sjoerd
- 2015 : Parnassus : Gijs
- 2015 : Penoza (nl) : Kai Westermaat
- 2016 : Wisten wij veel : Le jeune Tomas
- 2016 : Spelletjesavond : Pepijn
- 2016 : Weemoedt (nl) : Le joueur de foot
- 2017 : Peter : Peter
- 2017 : Suspects : Luuk Stokman
- 2017 : Wishful thinking : Le jeune Walter
- 2017 : Cocon : Justin
- 2018 : De Spa (nl) : Lukas Vlieger
- 2018 : Voor Galg en Rad : Joseph Kirchhoffs
- 2020 : Quo vadis, Aida ? : Soldat Lammerts